# Orazi e Curiazi
Orazi e Curiazi (deutsch: Horatier und Curiatier) ist eine Oper (Originalbezeichnung: „tragedia lirica“) in drei Akten von Saverio Mercadante. Das Libretto verfasste Salvadore Cammarano nach der Tragödie Horace von Pierre Corneille. Die Uraufführung fand am 10. November 1846 im Teatro San Carlo in Neapel statt.

## Handlung

### Erster Akt: „Alba e Roma“ – Alba und Rom
Camilla und Sabina können nicht in die Gebete der Frauen für den Sieg der Römer über die Albaer einstimmen, da Sabina Albaerin ist und mit Camillas Bruder Orazio einen Römer geheiratet hat, während Camilla mit Sabinas Bruder Curiazio verlobt ist. Schließlich trifft die Nachricht ein, dass der Kampf abgesagt wurde. Stattdessen sollen drei ausgewählte Römer gegen drei ausgewählte Albaer antreten. Dem Glück von Camilla und Curiazio scheint zunächst nichts mehr im Wege zu stehen. Die Hochzeit wird jedoch abgesagt, als die drei Brüder Camillas als Kämpfer für Rom ausgewählt werden, während Curiazio und seine beiden Brüder für Alba kämpfen sollen. Vergeblich versucht Camilla Curiazio vom Kampf abzuhalten.

### Zweiter Akt: „L’oracolo“ – Das Orakel
Als Orazio und seine Brüder zum Kampf aufbrechen wollen, wird Orazio von Curiazio zurückgehalten, der eine Versöhnung herbeiführen will. Es gelingt ihm aber nicht, Orazio vom Kampf abzubringen. Kurz vor Beginn des Kampfes erklärt der Oberpriester, dass ein Kampf zwischen Verwandten den Göttern missfallen könne. Er befragt daher das Orakel. Camilla betet für die Absage des Kampfes. Das Orakel verkündet aber, der Kampf solle stattfinden.

### Dritter Akt: „La pugna“ – Der Kampf
Curiazio wird klar, dass sein Glück zerstört ist, egal wie der Kampf ausgehen mag. Camilla bittet Curiazio vergebens, sie zu töten. Der alte Orazio wartet auf Nachrichten vom Ausgang des Kampfes. Zunächst erfährt er, dass zwei seiner Söhne gefallen sind, der dritte, Orazio auf der Flucht sei. Es stellt sich aber heraus, dass diese Flucht lediglich eine List war und Orazio letztlich alle drei Curiazi getötet hat. Das Volk Roms jubelt Orazio als Sieger zu. Der Jubel wird durch Camilla gestört, die Rom verflucht und die Götter bittet, die Stadt zu vernichten. Wütend ersticht Orazio seine Schwester.

## Instrumentation
Die Orchesterbesetzung der Oper enthält die folgenden Instrumente:
- Holzbläser: Piccoloflöte, zwei Flöten, zwei Oboen, Englischhorn, zwei Klarinetten, zwei Fagotte
- Blechbläser: vier Hörner, zwei Trompeten, drei Posaunen, Ophikleide
- Pauken, Schlagzeug: Große Trommel, Tamtam
- Harfe
- Streicher
- Bühnenmusik: vier Hörner, sechs Trompeten, drei Posaunen, Ophikleide, Pauken, Banda (nicht spezifiziert)

## Werkgeschichte
Bei der Uraufführung am 10. November 1846 im Teatro San Carlo in Neapel sangen Marco Arati (Alter Orazio), Pietro Balzar (Orazio), Erminia Frezzolini (Camilla), Anna Salvetti (Sabina), Gaetano Fraschini (Curiazio) und Teofilo Rossi (Oberpriester). Die musikalische Leitung hatte Antonio Farelli. Die Bühne stammte von Angelo Belloni, Leopoldo Galluzzi und Giuseppe Castagna.
Nach der erfolgreichen Premiere kam es bis 1859 zu Aufführungen der Oper an zahlreichen italienischen Bühnen sowie in Ungarn, Spanien, Portugal, Russland, Malta und Brasilien. Eine letzte Aufführung erlebte die Oper im 19. Jahrhundert 1882 in Neapel. Dann geriet das Werk in Vergessenheit bis zu den konzertanten Aufführungen der Opera Rara Gesellschaft 1975 in Bristol, Exeter und London. 1993 brachte Opera Rara die erste Studio-Einspielung der Oper heraus.

## Aufnahmen
- 27. April 1975 (live, konzertant vom Camden Festival London): Kenneth Montgomery (Dirigent), Bournemouth Sinfonietta und Chor. Malcolm King (Alter Orazio), Christian du Plessis (Orazio), Janet Price (Camilla), Lynn Channing (Sabina), Richard Greager (Curiazio), Bonaventura Bottone (Oberpriester). MRF LP: MRF-120 S (3 LP) UORC 250 (3 LP), Open Reel tape – mr. tape 2710.[4]:9927
- 1993 (Studio-Aufnahme; vollständig, nachkomponierte Arie der Camilla im Anhang): David Parry (Dirigent), Philharmonia Orchestra London, Geoffrey Mitchell Choir. Alastair Miles (Alter Orazio), Anthony Michaels-Moore (Orazio), Nelly Miricioiu (Camilla), Jennifer Rhys-Davies (Sabina), Marcus Jerome (Curiazio), Paul Nilon (Oberpriester). Opera Rara CD: ORC 12.[4]:9928